# Oviballus vidae
Oviballus vidae Azarkina & Haddad, 2020 è un ragno appartenente alla famiglia Salticidae.
È l'unica specie nota del genere Oviballus.

## Distribuzione
Gli esemplari di questa specie sono stati rinvenuti in Sudafrica.

## Tassonomia
Per la determinazione delle caratteristiche di questo genere sono stati esaminati gli esemplari di Oviballus vidae Azarkina & Haddad, 2020.
Dal 2020 non sono stati esaminati altri esemplari, né sono state descritte sottospecie al 2022.